# بنزوکتامین
بنزوکتامین (انگلیسی: Benzoctamine) نوعی داروست که دارای خواص آرامبخش و ضداضطراب است. از این دارو در بیماران مبتلا به اضطراب برای کنترل پرخاشگری, عصبانیت، ترس و نیز اختلال رفتار اجتماعی در کودکان استفاده میشود.